# Estaís
Estaís (o Estahís) es una localidad española perteneciente al municipio leridano de Espot, en la comunidad autónoma de Cataluña.

## Historia
La localidad contaba hacia 1826 con 65 habitantes y hacia 1847 con 83 habitantes. Aparece descrita en el cuarto volumen del Diccionario geográfico-estadístico de España y Portugal de Sebastián de Miñano de la siguiente manera:

ESTAHIS, L. S. de España, provincia de Cataluña, corregimiento de Talarn, obispado de Seo de Urgel. A. O., 12 vec., 65 habitantes, 1 parroquia. Sit. en terreno montañoso y quebrado. Confina por E. con Estahon y Llaborsi, por S. con Arastuy, por O. con Bayasca, y por N. con Escart. Produce centeno. Dista 56 1/2 horas de Barcelona y 17 1/2 de Talarn. Contrib. 662 reales 16 maravedises.
(Miñano, 1826, p. 89)

La localidad, perteneciente en la actualidad al municipio de Espot, contaba en 2021 con una población de 23 habitantes.